# Ján Lehotský
Ján Lehotský (ur. 16 kwietnia 1947 w Bratysławie) – słowacki piosenkarz i kompozytor, od 1972 r. związany z zespołem Modus.
Jest zaliczany do najwybitniejszych postaci słowackiej sceny muzycznej.

## Dyskografia
Albumy solowe
- 1992: Janko Lehotský a priatelia, OPUS
- 1996: Čiernobiely svet, OPUS
- 2000: Poslední a prví, Universal
- 2002: Láv sa píše "Love", Universal
- 2003: Balíček tónov – Volume 1 (Instrumental), Millenium
- 2005: Nahé dotyky, Johnny
- 2007: Najkrajšie piesne, OPUS
- 2007: Janko Lehotský a priatelia, 2CD, OPUS
- 2008: Balady: Stalo sa nestalo, OPUS
- 2010: Sám, Robert Pospiš & Martin Sillay